# بيير-أنطوان مارتيني
بيير-أنطوان مارتيني (بالفرنسية: Pierre-Antoine Martini)‏ هو لاعب كرة قدم فرنسي في مركز حراسة المرمى، ولد في 27 يونيو 1988 في مارسيليا في فرنسا. لعب مع نادي ليفينغستون ونادي نيس ويوفل تاون.

## وصلات خارجية
- بيير-أنطوان مارتيني على موقع Soccerbase.com (لاعب) (الإنجليزية)